# Stjerneborg

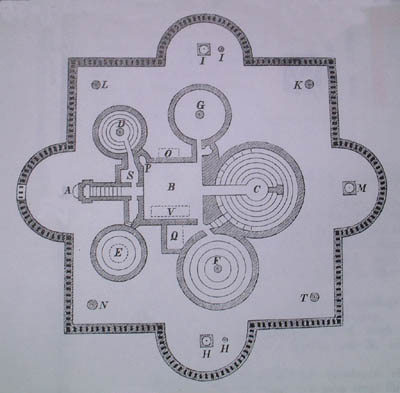
Schéma des chambres souterraines de Stjerneborg

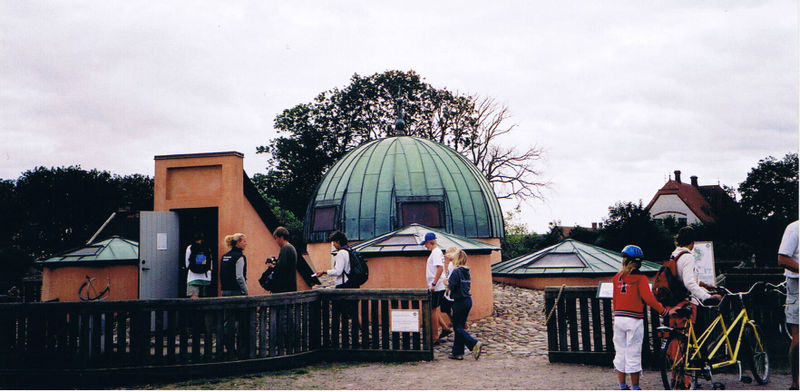
Stjerneborg aujourd'hui

Stjerneborg (signifiant palais des étoiles) est le nom donné au palais et à l'observatoire souterrain de l'astronome danois Tycho Brahe situé sur l'île de Ven (Hven à l'époque).

## Histoire et construction
Tycho Brahe a d'abord fait construire l'observatoire Uraniborg sur le point le plus élevé de l'île de 1576 à 1580.
Peu de temps après le début de ses travaux de recherche, Brahe trouva son palais trop exigu pour contenir tous ses instruments, et le sol sablonneux sur lequel le palais était construit paraissait trop peu stable pour garantir une précision suffisante dans les mesures. Il fit donc construire de 1581 à 1584 à 75 mètres environ du côté sud d'Uraniborg un observatoire astronomique enterré et nommé le Stjerneborg. Les instruments y étaient installés dans des chambres souterraines dont seuls les toits, ou coupoles, dépassaient du sol. Cet ensemble était constitué de multiples petites tours dont les fondations s'enfonçaient profondément dans le sol jusqu'à atteindre la roche solide et stable. Les toits émergeant du sol pouvaient être ouverts, voire totalement démontés pour permettre les observations.

## La destruction
Quelque temps après la mort de Frédéric II de Danemark en 1588, Brahe perd le soutien du nouveau roi, Christian IV. Contraint de quitter l'île,  Uraniborg et Stjerneborg sont détruites par les habitants de l'île.
Dans les années 1950, Stjerneborg fit l'objet de fouilles archéologiques qui permirent la restauration de l'observatoire, l'équipant notamment d'un toit se rapprochant de l'original. Celui-ci abrite désormais un musée et un centre multimédia retraçant l'histoire du site et celle de Tycho Brahe. Les jardins du palais font également partie d'un projet de restauration ; les plantes cultivées à l'époque de Tycho Brahe seront réimplantées sur le site.